# 白井二郎
白井 二郎（しらい じろう、1867年7月12日（慶応3年6月11日） - 1934年（昭和9年）9月3日）は、日本の陸軍軍人。最終階級は陸軍中将。

## 経歴
長州藩士・陸軍中佐、白井胤良の二男として生まれる。1881年（明治14年）5月、陸軍士官学校幼年生徒隊に入る。1887年（明治20年）7月、陸士（旧9期）を首席で卒業し歩兵少尉に任官、歩兵第8連隊小隊長となる。1893年（明治26年）11月、陸軍大学校（9期）を優等で卒業。
1894年（明治27年）8月、第1軍兵站監部副官となり日清戦争に出征。1895年（明治28年）6月、第2師団参謀となり、参謀本部第4部員、陸大教官を経て、1900年（明治33年）12月、歩兵少佐に昇進。1901年（明治34年）11月、フランス駐在を命ぜられた。1904年（明治37年）4月、参謀本部付、同年5月、第3軍参謀（作戦主任）に補せられ日露戦争に出征。旅順攻囲戦、奉天会戦に参戦。この間、同年10月、歩兵中佐に進級。1905年（明治38年）4月、侍従武官に転じた。1907年（明治40年）10月、第15師団参謀長に異動し、同年11月、歩兵大佐に昇進した。
1909年（明治42年）4月、フランス大使館付武官に補された。1910年（明治43年）11月、歩兵第27連隊長に就任。1912年（明治45年）2月、陸軍少将に進級し歩兵第28旅団長となる。1913年（大正2年）8月、歩兵第6旅団長に移り、朝鮮総督府付武官、歩兵第40旅団長を経て、1916年（大正5年）8月、陸軍中将に進み旅順要塞司令官に着任。1918年（大正7年）7月、第8師団長に親補され、1921年（大正10年）7月、予備役に編入された。

## 栄典
位階
- 1890年（明治23年）10月15日 - 正八位[5]
- 1892年（明治25年）1月27日 - 従七位[6]
- 1895年（明治28年）11月15日 - 正七位[7]
- 1901年（明治34年）4月20日 - 従六位[8]
- 1904年（明治37年）12月10日 - 正六位[9]
- 1907年（明治40年）12月27日 - 従五位[10]
- 1912年（明治45年）4月10日 - 正五位[11]
- 1916年（大正5年）9月11日 - 従四位[12]
- 1918年（大正7年）10月10日 - 正四位[13]
- 1921年（大正10年）8月19日 - 従三位[14]

勲章等
- 1889年（明治22年）11月29日 - 大日本帝国憲法発布記念章[15]
- 1895年（明治28年）11月18日 - 明治二十七八年従軍記章[16]
- 1901年（明治34年）11月30日 - 勲五等瑞宝章[17]
- 1905年（明治38年）5月30日 - 勲四等瑞宝章[18]
- 1906年（明治39年）4月1日 - 功三級金鵄勲章・勲三等旭日中綬章・明治三十七八年従軍記章[19]
- 1916年（大正5年）10月28日 - 勲二等瑞宝章[20]
- 1921年（大正10年）7月1日 - 第一回国勢調査記念章[21]

## 親族
- 妻 白井芳子 山根信成（陸軍少将）の娘[1]。
- 義弟 平田時丸（陸軍大佐）[1]